# انسینا (تگزاس)
انسینا، تگزاس (به انگلیسی: Encinal, Texas) یک شهر در ایالات متحده آمریکا با جمعیت ۶۲۹ نفر است که در تگزاس واقع شده‌است.

## موقعیت جغرافیایی
موقعیت جغرافیایی شهرها و مناطق اطراف به شرح زیر است: